# Herb Czadrowa

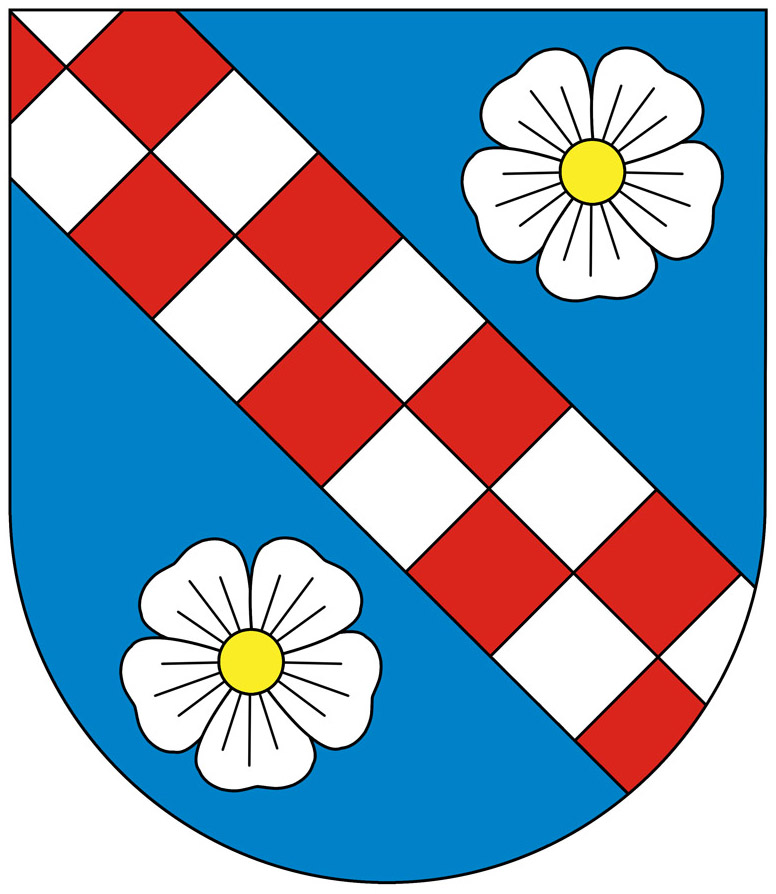
Herb Czadrowa

Herb Czadrowa – herb sołectwa Czadrów w województwie dolnośląskim. Przedstawia w polu błękitnym skos szachowany srebrno-czerwony, pomiędzy dwoma kwiatami lnu srebrnymi ze środkami złotymi. Autorem herbu jest mieszkaniec sołectwa Artur Kubieniec.